# Баранка (притока Герци)
Баранка — річка  в Румунії й Україні, у повіті Ботошані та Герцаївському районі Чернівецької області, права притока Герци  (басейн Дунаю).

## Опис
Довжина річки приблизно 7 км. 

## Розташування
Бере  початок у селі Баранка. Перетинає румунсько-український кордон, тече переважно на північний захід через Великосілля і на південно-східній околиці Лунки впадає у річку Герцу, праву притоку Пруту.